# イージー・リビング (曲)
 『イージー・リビング』（原題：Easy Living）は、同名の映画（1937年）のメインテーマである。ラルフ・レインガーが作曲、レオ・ロビンが作詞し、映画では伴奏のみが使用された。1937年の人気のある録音は、ビリー・ホリデイとレスター・ヤング、テディ・ウィルソンによるものであった。
その他の多くのアーティストもこの曲を録音している。